# Carmen București
Carmen București  a fost un club de fotbal din București, România, desființat din motive politice în 1947.

## Cronologia numelui
| Nume                | Perioada  |
| ------------------- | --------- |
| FC Carmen București | (1922-39) |
| Mociorniță          | (1937-38) |
| Mociorniță-Colțea   | (1938-41) |
| Carmen București    | (1941-47) |
| Carmen București    | (2017-20) |

## Istoric
Clubul Carmen este deseori confundat cu Mociorniță-Colțea, fondată de Ionel Mociorniță în 1937 și desființată în 1939 prin fuziunea cu FC Colțea.
Conform ziarelor vremii, echipa FC Carmen a fost înființată în 1922 de frații Tudor și Paul Niculescu, fiind o grupare de cartier, precum multe altele din București din acea perioadă. În 1924, Carmen s-a înscris în Campionatul Districtului București, categoria a III-a promoție, de unde a urcat în categoria a II-a în 1926, iar câțiva ani mai târziu a reușit promovarea în categoria I.
În 1929, după ce echipa a trecut prin probleme financiare, conducerea a fost preluată de D. D. Mateescu, la rugămințile jucătorilor. Acesta a reușit să mențină echipa până în 1939, când clubul trece din nou printr-o perioadă dificilă.
În 1939, la conducerea echipei a venit Ionel Mociorniță , alături de lotul de jucători de la echipa sa, Mociorniță-Colțea, devenită  Colțea în 1939.
„Am două pasiuni: o tânără tovarășă de viață aleasă cu gust de fin cunoscător – veritabil bibelou – și un club de fotbal, în care gustul lui a fost, pe alocuri, mai puțin reușit.” (Ionel Mociorniță, 6 mai 1945, Gazeta Sporturilor)

În perioada 1941-1944 ia parte la campionatul de război, folosind următorul lot de jucători: Nicolae, Buga, Iosif, Panovschi, G. Popescu II, Simatoc, Torjoc, Silvestru, Dumitrescu, Manolică, B. Marian, Turk, Bentu, Mociorniță, Stoian.

Echipa Carmen în 1946: Pârvu, Crăciun, Torjoc, Niculae, Novac, Niculescu, Marinescu, Siclovan, Covaci, Farcas

După al Doilea Război Mondial, echipa era antrenată de Tihani. Acesta avea să fie îndepărtat din cauza pretențiilor financiare exagerate. În următoarea perioadă de echipă s-a ocupat însuși patronul Ionel Mociorniță. La conducerea echipei a obținut un succes împotriva echipei Juventus cu scorul de 5-3. Însă nu peste mult timp tânărul patron a renunțat să mai antreneze și angajându-l pe fostul fotbalist venusist Lazăr Sfera.
În 1945 participă la campionatul categoriei „Onoare”, cu echipa: Șt. Ionescu (Nicolae) - Panait (C. Marinescu), Novac-Simatoc, Torjoc, Șiclovan- Fabian, Marian, I. Covaci, Bonațiu (Farkaș, Cireș), Humis (Tr. Iordache) și promovează, prin baraj, în Divizia A. Cu acest prilej lotul este completat cu: Valentin Stănescu, Fabian II, Toth III, Fekete și Gică Popescu.
Pe 6 iunie 1945 F.C. Carmen București depune la FRFA o adresă la care anexează procesul-verbal al Adunării Generale prin care se decidea în unanimitate să schimbe numele grupării în ASFM-Carmen (Asociația Sportivă a Funcționarilor Mociorniță-Carmen) și cere să fie trecută printre grupările sindicaliste, rămânând afiliată la FRFA. Era doar o decizie formală, luată ca urmare a noilor circumstanțe politice, Ionel Mociorniță rămânând în continuare finanțatorul echipei.

## Conflictul cu Ana Pauker
În 30 noiembrie 1945, conform Gazetei Sporturilor, Carmen București este nevoită să dispute un meci amical contra campioanei sovietice Dinamo Tbilisi pe stadionul ANEF. Potrivit fiicei lui Ionel Mociorniță, Ministrul de Externe al României, Ana Pauker, a ordonat patronului clubului să piardă meciul. Scopul Anei Pauker era să arate românilor „superioritatea omului sovietic”. Tot potrivit Gazetei Sporturilor aflăm că la 30 decembrie 1945 D. Shirtladze își exprima regretul că nu au putut disputa meciul cu Carmen „din cauza refuzului d-lui Ionel Mociorniță”. Acest lucru a atras după sine consecințe dezastruoase. Mai întâi clubul este supus cercetării de către Comisia Centrală Sportivă a Confederației Generale a Muncii, iar mai apoi, la 19 aprilie, primește mustrare publică și interdicție un an de a susține meciuri internaționale.
În vara anului 1947, echipa este desființată, după ce în sezonul 1946-47 ocupă locul 2 în Divizia A, locul său fiind luat de ASA București, viitoarea Steaua.
Jucătorii echipei s-au împânzit la celelalte formații bucureștene, o parte dintre ei rămânând însă împreună și înființând echipa Pielari, redenumită mai târziu Flacăra Roșie. Aceasta va activa mai întâi în campionatul municipal București și apoi în Divizia C (1956, locul 8 în seria a 2-a), în Divizia B (1961-1962, locul 13 în seria a 2-a) și din nou în Divizia C, din 1963.

## Încercare de revitalizare
În primăvara anului 2017, câțiva oameni de afaceri au înființat o nouă echipă de fotbal, pentru care au primit acordul familiei Mociorniță de a folosi denumirea de Carmen. Acea echipă a debutat in Liga a IV-a București în sezonul 2017-2018, cu antrenorul Adrian Matei pe bancă și s-a clasat pe locul 5 la finalul campionatului.
În sezonul următor, Carmen a terminat pe poziția a doua, reușind să se califice în play-off, alături de Steaua București, CS FC Dinamo și Progresul București 2005. În play-off, Carmen a reușit 3 victorii în 3 meciuri: 3-1 cu Progresul București 2005, 5-2 cu CS FC Dinamo și 1-0 cu Steaua, fapt ce i-a asigurat primul loc și calificarea la jocul de baraj pentru promovarea in Liga a III-a, pe care însă l-a pierdut în fața echipei Mostiștea Ulmu. Echipa s-a retras din campionat în 2020, după ce patronul echipei a preluat Sportul Snagov. 

### Carmen București (fotbal feminin)
Clubul își continuă totuși activitatea cu secția de fotbal feminin. Fetele au ieșit campioane ale ligii a treia în sezonul 2018-19. În sezonul următor, 2019-20, au devenit campioanele ligii a doua feminin.

## Palmares

### Național

#### Ligi:
Superliga României
Vicecampioni (1): 1946-47.
 Liga a IV-a București
Campioni (1): 2018-19.

#### Cupe:
Cupa României - București:
Finalistă (1): 2018-19

## Carmen în Divizia A
1946-1947 • 26 • 14 • 05 - 07 - 90 • 44 • 33 puncte

## Parcursul în ligi
| Sezon    | Nivel           | Divizie      | Loc   | Cupa României    |
| -------- | --------------- | ------------ | ----- | ---------------- |
| 2018–19  | 4               | Liga IV (B)  | 1 (C) | 2                |
| 2017–18  | 4               | Liga IV (B)  | 5     |                  |
| 1946-47  | 1               | Liga I (B)   | 2     |                  |
| 1943-44* | 1               | Liga I       | 11    | Nu s-a disputat. |
| 1942-43* | 1               | Liga I       | 10    | Șaisprezecimi    |
| 1941-42* | Nu s-a disputat | Liga II      | -     | Sferturi         |
| 1938–39  | 2               | Liga II (B)  | 10    |                  |
| 1932-33  | 1               | Liga I (B)   | ?     |                  |
| 1931-32  | 2               | Liga II (B)  | 1 (C) |                  |
| 1930-31  | 2               | Liga II (B)  | ?     |                  |
| 1929-30  | 2               | Liga II (B)  | ?     |                  |
| 1928-29  | 3               | Liga III (B) | 1 (C) |                  |
| 1927-28  | 3               | Liga III (B) | ?     |                  |
| 1926-27  | 3               | Liga III (B) | ?     |                  |
| 1925-26  | 4               | Liga IV (B)  | 1 (C) |                  |
| 1924-25  | 4               | Liga IV (B)  | ?     |                  |

* Neoficial.

## Jucători importanți
- Iuliu Baratky
- Iosif Fabian
- Valentin Stănescu
- Nicolae Simatoc
- Kostas Humis
- Gheorghe Popescu I(1944, 1946–1947)
- Norberto Höfling
- Bazil Marian
- Angelo Niculescu